# 장징후
장징후(張鏡湖, 1927년 3월 18일 ~ 2019년 11월 25일)는 중화민국의 교육자, 지리학자로 1984년부터 중국 문화 대학 이사회 회장을 맡았다. 부친은 중화민국의 저명한 정치인이자 교육자인 장치윈이다.
저장성 닝보 출신으로 1948년 저장 대학에 사학과와 지리학과를 졸업했고 1954년 미국 클라크 대학교에서 지리학 박사학위를 취득했다. 그 후 1954년부터 1956년까지 존스 홉킨스 대학교에서, 그 후 1958년까지 하버드 대학교, 그리고 그 후 1959년까지 위스콘신 매디슨 대학교에서 연구원을 지냈다. 1959년부터 1964년까지 내셔널 지오그래픽에서 근무했다.
1959년에서 1984년까지 하와이 대학교에서 교수 생활을 했고 그 후엔 지리학 및 기후학 명예교수로 지냈다. 경희대학교, 고쿠시칸 대학, 국립 상트페테르부르크 대학교 등에서 명예학위를 받았다.